# Comtat de Walker (Alabama)
El comtat de Walker és un comtat situat a la part central de l'estat nord-americà d'Alabama. Segons el cens del 2020, la població era de 65.342 habitants. La seva seu de comtat és Jasper. El seu nom és en honor a John Williams Walker, el primer senador nord-americà elegit per Alabama.
El comtat de Walker comprèn la totalitat de l'Àrea Estadística Micropolitan de Jasper.

## Història
El comtat de Walker es va establir el 26 de desembre de 1823 i es va formar a partir de seccions dels comtats de Marion i Tuscaloosa. Va rebre el nom del senador John Walker, que va representar Alabama al Senat dels Estats Units de 1819 a 1822. El comtat es va reduir molt el 12 de febrer de 1850, quan la seva meitat nord es va convertir en el comtat de Winston. Jasper és la seu del comtat, i va rebre el nom de William Jasper, un heroi de la Guerra Revolucionària de Carolina del Sud.

### Registre Nacional de Llocs Històrics
El comtat de Walker té llocs inclosos al Registre Nacional de Llocs Històrics. Inclouen la Bankhead House, Boshell's Mill, la First United Methodist Church of Jasper, la Gilchrist House, el Jasper Downtown Historic District, la Stephenson House i l' Hospital del Comtat de Walker.

## Geografia
Segons l'Oficina del Cens dels Estats Units, el comtat té una superfície total de 2,080 quilometres quadrats (800 sq mi), dels quals 2,050 quilometres quadrats (790 sq mi) és terra i 36 quilometres quadrats (14 sq mi) (1,7%) és aigua. El comtat es troba a la regió de Cumberland Plateau, amb molts altiplans i valls, juntament amb moltes zones boscoses, que cobreixen el comtat.

### Comtats adjacents
- Comtat de Winston (nord)
- Comtat de Cullman (nord-est)
- Comtat de Blount (est)
- Comtat de Jefferson (sud-est)
- Comtat de Tuscaloosa (sud-oest)
- Comtat de Fayette (oest)
- Comtat de Marion (nord-oest)

## Demografia

### Cens 2020
| Race / Ethnicity                  | Pop 2000 | Pop 2010 | Pop 2020 | % 2000  | % 2010  | % 2020  |
| --------------------------------- | -------- | -------- | -------- | ------- | ------- | ------- |
| Blanc (NH)                        | 64,855   | 60,587   | 56,394   | 91.72%  | 90.40%  | 86.31%  |
| Negre o Afroamericà (NH)          | 4,323    | 3,885    | 3,889    | 6.11%   | 5.80%   | 5.95%   |
| Amerindis o Natius d'Alaska (NH)  | 197      | 233      | 187      | 0.28%   | 0.35%   | 0.29%   |
| Asiàtics (NH)                     | 140      | 190      | 283      | 0.20%   | 0.28%   | 0.43%   |
| Illes del Pacífic (NH)            | 13       | 26       | 2        | 0.02%   | 0.04%   | 0.00%   |
| Altres races (NH)                 | 18       | 36       | 136      | 0.03%   | 0.05%   | 0.21%   |
| Multi-Racial (NH)                 | 560      | 759      | 2,299    | 0.79%   | 1.13%   | 3.52%   |
| Hispànic o Llatí (qualsevol raça) | 607      | 1,307    | 2,152    | 0.86%   | 1.95%   | 3.29%   |
| Total                             | 70,713   | 67,023   | 65,342   | 100.00% | 100.00% | 100.00% |

Segons el cens del 2020, hi havia 65.342 persones, 25.153 llars i 17.410 famílies que vivien al comtat.

### Cens de 2010
Segons el cens del 2010, hi havia 67.023 persones, 26.571 llars i 18.741 famílies que vivien al comtat. La densitat de població era de 33 persones/km2. Hi havia 30.816 unitats d'habitatge amb una densitat mitjana de 15 unitats/km2. La composició racial del comtat era 91,2% blancs, 5,9% negres o afroamericans, 0,4% nadius americans, 0,3% asiàtics, 0,1% illencs del Pacífic, 1,0% d'altres races i 1,2% de dues o més races. Gairebé el 2,0% de la població era hispà o llatí de qualsevol raça. Hi vivien 26.571 habitatges, en un 26,8% hi vivien nens de menys de 18 anys; En un 52,0% hi vivien parelles casades, en un 13,3% dones solteres, i en un 29,5% no eren unitats familiars. El 25,8% dels habitatges estaven formats per persones físiques i l'11,2% era una persona de 65 anys o més. El nombre mitjà de persones vivint en cada habitatge era de 2,49 i el nombre mitjà de persones que vivien en cada família era de 2,97.
Per edats, la població es repartia de la següent manera: un 22,5% tenia menys de 18 anys, un 8,1% entre 18 i 24, un 24,4% entre 25 i 44, un 28,7% de 45 a 60 i un 16,3% 65 anys o més. La mitjana d'edat era de 41,2 anys. Per cada 100 dones hi havia 95,1 homes. Per cada 100 dones de 18 o més anys hi havia 97,8 homes.
La renda mediana per habitatge era de 37.191 $ i la renda mediana per família de 45.788 $. Els homes tenien una renda mediana de 43.671 $ mentre que les dones 27.662 $. La renda per capita de la comarca era de 20.516 $. Aproximadament el 14,7% de les famílies i el 18,6% de la població estaven per davall del llindar de pobresa, incloent el 27,5% dels menors de 18 anys i el 12,4% dels 65 anys o més.

### Cens de l'any 2000
Segons el cens del 2000, el comtat tenia 70.713 habitants, 28.364 llars i 20.478 famílies. La densitat de població era de 34 persones/km2. Hi havia 32.417 unitats d'habitatge amb una densitat mitjana de 16 unitats/km2. La composició racial del comtat era 92,15% blancs, 6,17% negres o afroamericans, 0,28% nadius americans, 0,20% asiàtics, 0,02% illencs del Pacífic, 0,31% d'altres races i 0,86% de dues o més races. Gairebé el 0,86% de la població era hispà o llatí de qualsevol raça. L'any 2000, els grups d'ascendència més grans reportats al comtat de Walker eren:
- Americà 27,7%
- irlandès 8,8%
- Anglès 6,8%
- Afroamericà 6,17%
- alemany 3,9%
- Escocès 1,4%
- escocès-irlandès 1,4%

Hi vivien 28.364 habitatges, en un 30,70% hi vivien nens de menys de 18 anys; En un 56,30% hi vivien parelles casades, en un 11,90% dones solteres, i en un 27,80% no eren unitats familiars. El 25,30% dels habitatges estaven formats per persones físiques i l'11,20% era una persona de 65 anys o més. El nombre mitjà de persones vivint en cada habitatge era de 2,46 i el nombre mitjà de persones que vivien en cada família era de 2,93.
Per edats la població es repartia de la següent manera: un 23,50% tenia menys de 18 anys, un 8,60% entre 18 i 24, un 28,00% entre 25 i 44, un 25,10% de 45 a 60 i un 14,80% 65 anys o més. La mitjana d'edat era de 38 anys. Per cada 100 dones hi havia 93,20 homes. Per cada 100 dones de 18 o més anys hi havia 89,80 homes.
La renda mediana per habitatge era de 29.076 $ i la renda mediana per família de 35.221 $. Els homes tenien una renda mediana de 31.242 $ mentre que les dones 20.089 $. La renda per capita de la comarca era de 15.546 $. Aproximadament el 13,20% de les famílies i el 16,50% de la població estaven per davall del llindar de pobresa, incloent el 21,00% dels menors de 18 anys i el 17,40% dels 65 o més.

## Economia
Els funcionaris locals han descrit la mineria del carbó com "literalment el nucli" de l'economia del comtat.

## Transport

### Principals carreteres
- Interstate 22
- U.S. Highway 78
- State Route 5
- State Route 13
- State Route 18
- State Route 69
- State Route 102
- State Route 118
- State Route 124
- State Route 195
- State Route 257
- State Route 269

### Ferrocarril
- Ferrocarril BNSF
- Ferrocarril del sud de Norfolk

## Comunitats

### Ciutats
- Carbon Hill
- Cordova
- Dora
- Jasper (seu del comtat)
- Sumiton (en part al comtat de Jefferson)

### Pobles
- Eldridge
- Kansas
- Nauvoo (en part al comtat de Winston )
- Oakman
- Parrish
- Sipsey

### Comunitats no incorporades
- Aldridge
- Argo
- Benoit
- Boldo
- Burnwell
- Coal Valley
- Corinth
- Corona
- Curry
- Dogtown
- Empire
- Goodsprings
- Gorgas (parcialment al Comtat de Tuscaloosa)
- Hilliard
- Lupton
- Manchester
- McCollum
- Mount Hope
- Patton
- Quinton
- Saragossa
- Slicklizzard
- Spring Hill
- Townley
- Union Chapel

## Llocs d'interès
El comtat de Walker és la llar del bosc nacional de William B. Bankhead i del llac Lewis Smith, a més del Museu Miner d'Alabama.